# 少額貯蓄非課税制度
少額貯蓄非課税制度（しょうがくちょちくひかぜいせいど、通称: マル優）とは、元本350万円までの日本国内における利子所得で課税される所得税（復興特別所得税と合わせて15.315%）と住民税における利子割（5%）を非課税にできる制度である。

## 適用者
各種障害者手帳の交付者、各種障害年金受給者、各種遺族年金受給者、寡婦・寡夫年金受給者、児童扶養手当受給者1人において本人の生活資金に充てられる場合に限り（事業性資金や他人から預かった預貯金は不可）、円建ての預貯金、公社債（日本国債、地方債、公募社債等）などの元本350万円まで、日本国内にて銀行の預金口座における利子所得で課税される所得税（通常15%）と住民税における所得割（通常5%）を、税務署に届出することで『非課税』にできる制度である。
本人における日本の租税が課税されないのであって、市県民税等の均等割がかかるかどうか、配偶者控除や第三号被保険者などに該当するかどうかは、地方公共団体や健康保険組合の条例や裁量による。また、非課税だから収入認定されないわけではなく、生活保護や職業訓練などの各種所得制限の範囲には含まれる。
日本国債と地方債の元本350万円まで、利子所得に対する所得税と住民税（復興特別所得・住民税を含む）を非課税にできる『少額公債非課税制度』（通称「特別マル優」「マル特」）もある。

## 過去に適用されていた制度
過去には、マル優とは別枠で郵便貯金の元本350万円までの利子に対する所得税を非課税にできる郵便貯金の利子に対する非課税制度（通称「郵貯マル優」）という物があったが、日本郵政公社の民営化（ゆうちょ銀行発足）に伴い、2007年（平成19年）9月30日をもって廃止され、他の民間金融機関と共通の非課税枠（マル優）に改められた（ただし、民営化前に預け入れた定額貯金・定期貯金・積立郵便貯金など定期性郵便貯金は満期まで非課税）。
2002年（平成14年）までは、マル優・特別マル優・郵貯マル優とも満65歳以上の人も制度対象者であったが、2003年（平成15年）より対象から除外された。2002年（平成14年）までに契約された預金や郵便貯金・国債・地方債の利子については、経過措置として2005年（平成17年）12月まで非課税扱いが継続されていたが、2006年（平成18年）1月1日をもって制度適用は廃止された。
さらに、1987年（昭和62年）までは、全ての個人が対象であり、親の預金など限度額を超える部分について、未成年の子名義で預貯金をすることなどにより、多くの世帯において実質的に預金に対する利息は非課税であった（例えば4人家族の場合、マル優、郵貯マル優、特別マル優の合計900万円（当時の限度額の合計）に、4人分を乗じた3600万円まで非課税とすることができた）。このことが、高度経済成長期における国民の貯蓄率向上に一定の役割を果たした。しかし、経済弱者の保護という名分に反して実際には高額の預金を持つ者の方が受益していたこと、および円高と貿易摩擦対策として個人消費促進による内需拡大が国策となったこともあり、対象者が限定されることとなった。